# 山端祥玉
山端 祥玉（やまはた しょうぎょく、1887年4月4日 - 1963年2月24日）は、日本の写真家、実業家。本名は啓之助。

## 人物
1887年（明治20年）、福井県勝山市に生まれる。小学校を卒業後、1904年（明治37年）より東京・本郷の望月東涯に写真を学ぶ。その後、近衛歩兵第1連隊に入営し、 除隊後出張写真師となり、1910年（明治43年）、蘭領スマトラ島メダン市の朝日写真館技師長に就任する。1914年（大正3年）、英領シンガポールに写真材料商サン商会と写真館を設立する。帰国後、1927年（昭和2年）に東京・築地にG.T.サン商会（1943年（昭和18年）に山端写真科学研究所と改称）を創設し、1933年（昭和8年）に写真印画用の高速輪転機で特許を取得する。1937年（昭和12年）より終戦まで内閣情報部、海軍省、陸軍省の嘱託となり、1938年（昭和13年）より陸軍の上海写真製作所であるプレス・ユニオンを名取洋之助と共に担当する。
第二次世界大戦後の1945年（昭和20年）10月に写真通信社サン・ニュース・フォトスを設立。同年12月15日、宮内省侍従次長を通じて昭和天皇から日常の模様について撮影する許可を得て、宮内省嘱託となって天皇家を撮影。1946年（昭和21年）に戦後間もなく解散したG.T.サンを再興、同年に毎日新聞社の出資を得てサン写真新聞社を創設するが、1947年（昭和22年）に公職追放となり各社代表を退く。1963年（昭和38年）2月24日没、75歳。
長崎の原爆投下直後を撮影した山端庸介は長男。

## 参照
- 広報かつやま704号
- 日本カメラ博物館「山端祥玉が写した1939年万博の旅」